# Jan Hájek
Jan Hájek (Olomouc, Txecoslovàquia, 7 d'agost de 1983) és un exjugador de tennis txec.
En el seu palmarès només hi ha un títol de dobles masculins del circuit ATP. Va arribar a ocupar el 71è lloc del rànquing individual i el lloc 189 en el rànquing de dobles. Va formar part de l'equip txeca de Copa Davis que va guanyar el títol en l'edició de 2013.

## Palmarès

### Dobles masculins: 2 (1−1)
| Llegenda (pre/post 2009)                                 |
| -------------------------------------------------------- |
| Grand Slams (0−0)                                        |
| Tennis Masters Cup / ATP Finals (0−0)                    |
| ATP Masters Series / ATP World Tour Masters 1000 (0−0)   |
| ATP International Series Gold / ATP World Tour 500 (0−0) |
| ATP International Series / ATP World Tour 250 (1−1)      |

| Títols per superfície |
| --------------------- |
| Dura (1−0)            |
| Gespa (0−0)           |
| Terra batuda (0−1)    |

| Resultat  | Núm. | Data               | Torneig         | Superfície   | Parella           | Oponents                            | Marcador |
| --------- | ---- | ------------------ | --------------- | ------------ | ----------------- | ----------------------------------- | -------- |
| Finalista | 1.   | 30 d'abril de 2007 | Múnic, Alemanya | Terra batuda | Jaroslav Levinský | Philipp Kohlschreiber Mikhaïl Iujni | 1−6, 4−6 |
| Guanyador | 1.   | 3 de gener de 2014 | Doha, Qatar     | Dura         | Tomáš Berdych     | Alexander Peya Bruno Soares         | 6−2, 6−4 |

### Equips: 1 (0−1)
| Resultat  | Núm. | Data                    | Torneig                          | Superfície       | Equip                                     | Oponents                                                    | Marcador |
| --------- | ---- | ----------------------- | -------------------------------- | ---------------- | ----------------------------------------- | ----------------------------------------------------------- | -------- |
| Finalista | 1.   | 4−6 de desembre de 2009 | Copa Davis, Barcelona, Catalunya | Terra batuda (i) | Tomáš Berdych Lukas Dlouhy Radek Štěpánek | David Ferrer Feliciano López Rafael Nadal Fernando Verdasco | 0−5      |

## Trajectòria

### Individual
| Open d'Austràlia | A   | 1R   | A   | A   | 2R    | 1R   | Q1  | 1R   | 1R  | 0 / 5   | 1 − 5   |
| Roland Garros | A   | 3R   | A   | A   | 1R    | 1R   | Q3  | 2R   | A   | 0 / 4   | 2 − 4   |
| Wimbledon | A   | 1R   | A   | A   | 1R    | A    | A   | 1R   | A   | 0 / 3   | 0 − 3   |
| US Open | 2R  | A    | A   | A   | 1R    | A    | 1R  | A    | A   | 0 / 3   | 1 − 3   |
| Total Victòries−Derrotes                                                                                                   | 2−4 | 5−14 | 0−1 | 2−2 | 13−21 | 1−10 | 4−7 | 9−15 | 0−3 | 36 − 77 | 36 − 77 |
| Rànquing a final d'any | 76  | 240  | 479 | 103 | 95    | 141  | 105 | 108  | 387 |         |         |
| Llegenda: G: Guanyador; F: Finalista; SF: Semifinalista; QF: Quarts de final; Q: Qualificació; A: Absent; RR: Round Robin; |     |      |     |     |       |      |     |      |     |         |         |